# Dominique Aegerter
Dominique Aegerter (Rohrbach, 30 settembre 1990) è un pilota motociclistico svizzero vincitore del campionato Mondiale Supersport nel 2021, nel 2022, e della coppa del Mondo MotoE nel 2022.

## Carriera

### Gli inizi
Inizia con il motociclismo sportivo nel motocross, per passare poi alle corse su circuito nella categoria velocità. Nel 2003 termina 7º nella ADAC Junior Cup ed in seguito corre nel campionato nazionale tedesco 125 fino al 2006. Nel 2005 corre il campionato Europeo Velocità nella classe 125 classificandosi sedicesimo. Esordisce nel 2006 nelle competizioni del motomondiale prendendo parte alla classe 125, correndo gli ultimi due Gran Premi in calendario con l'Aprilia RS 125 R del team Multimedia Racing in qualità di sostituto di Vincent Braillard, ma non riesce ad ottenere punti. 

### Classe 125
Nel 2007 il team Multimedia Racing lo ingaggia come pilota titolare, facendolo partecipare a tutta la stagione del motomondiale con i compagni di squadra Raffaele De Rosa e Simone Grotzkyj. Nella sua prima stagione completa nel mondiale riesce ad ottenere come miglior risultato un undicesimo posto al GP del Giappone, chiudendo la stagione al 23º posto nella classifica piloti con 7 punti. Nel 2008 continua a partecipare alla classe 125 spostandosi nel team Ajo Motorsport con una Derbi RS 125 R, ottenendo come miglior risultato in gara tre ottavi posti (Spagna, San Marino e Malesia) e terminando al 16º posto nella graduatoria mondiale con 45 punti.
Nel 2009 viene confermato nello stesso team con compagno di squadra Sandro Cortese, migliorando rispetto alla precedente annata i suoi risultati personali, in gara con un sesto posto al GP di Francia e nella generale con il 13º posto con 70,5 punti (nel Gran Premio del Qatar, infatti, ha concluso in 11ª posizione, ma il punteggio è stato dimezzato poiché non erano stati completati i 2/3 di gara: 2,5 punti anziché 5).

### Moto2

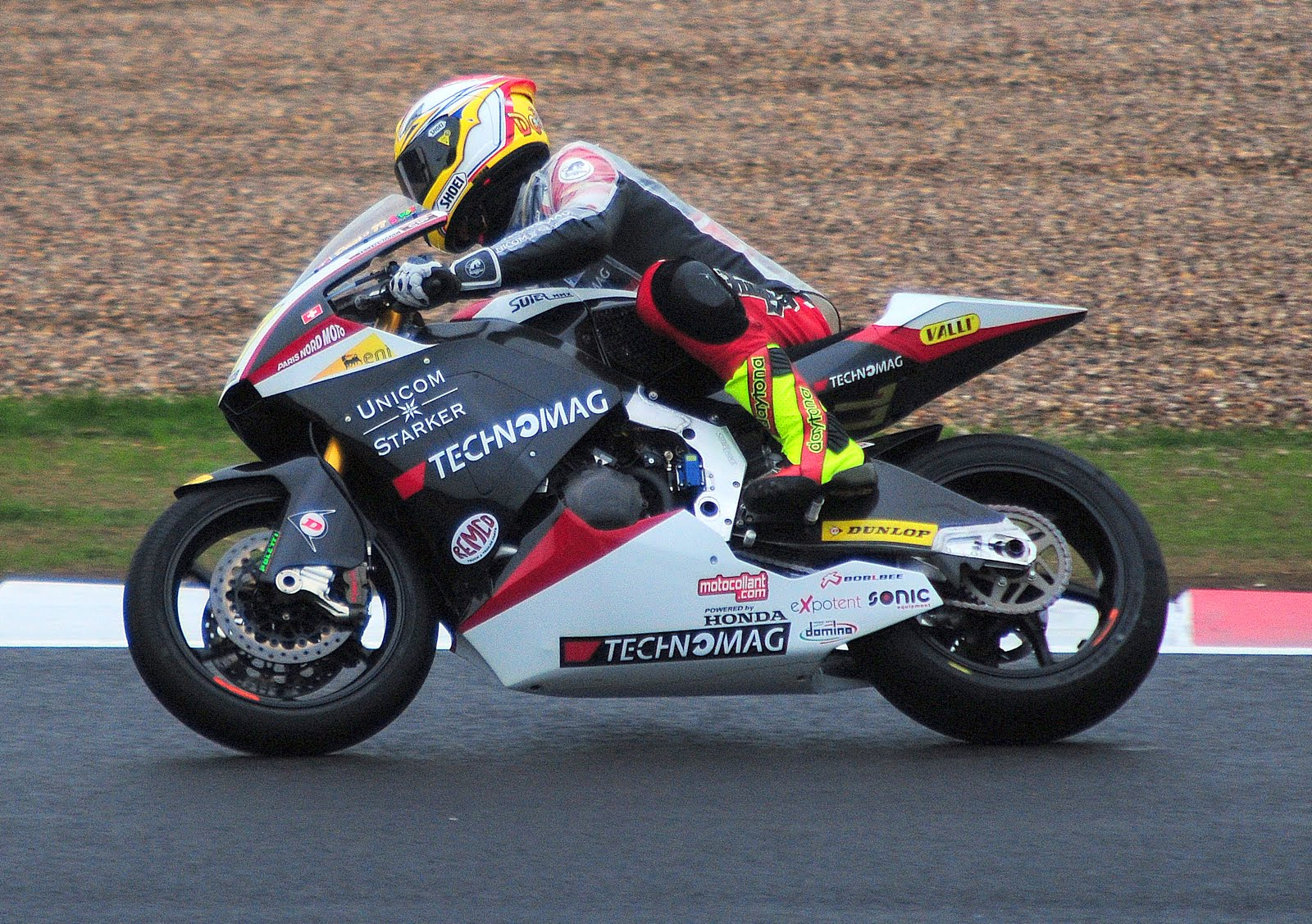
Aegerter sulla Suter MMX del team Technomag-CIP nel 2010.

Cambia classe nel 2010 quando passa alla Moto2 con una Suter MMX del team Technomag-CIP, dove trova come compagno di squadra Shōya Tomizawa, morto in un incidente il 5 settembre dello stesso anno durante il GP di San Marino. I riscontri stagionali lo vedono settimo al GP d'Aragona (miglior piazzamento in gara) e al 15º posto con 74 punti nel mondiale.
Nel 2011 viene confermato dal team Technomag-CIP, con compagno di squadra Kenan Sofuoğlu, riuscendo a realizzare il suo primo podio nel motomondiale chiudendo al terzo posto il GP della Comunità Valenciana e migliorando ulteriormente la sua posizione nella classifica piloti, issandosi fino all'8º posto con 94 punti. Nel 2012 stessa classe e team, cambia solo il compagno di squadra che questa stagione è Roberto Rolfo. Riesce a portare a termine tutte le gare in stagione (tutte in posizioni valide per ottenere punti iridati tranne la prima gara) con miglior risultato il quarto posto al GP d'Australia, confermandosi ottavo nel mondiale con 114 punti. Inizia il quarto anno consecutivo in Moto2 nel 2013, spostandosi al team Technomag carXpert con compagno di squadra il connazionale Randy Krummenacher. Si conferma un pilota dal rendimento costante, portando a termine anche in questa stagione tutte le gare in calendario (tutte in zona punti), centrando il secondo podio della carriera nel motomondiale con il terzo posto al GP d'Olanda, mentre nella generale risulta il miglior pilota dotato di moto Suter MMX2 in virtù del 5º posto con 158 punti. Nel 2014 rimane nello stesso team, con compagno di squadra Robin Mulhauser. Ottiene un secondo posto in Spagna e un terzo posto nel Gran Premio delle Americhe. Ottiene la sua prima vittoria in carriera nel motomondiale il 13 luglio nel GP di Germania al Sachsenring. A Indianapolis giunge terzo. Conclude la stagione al 5º posto con 172 punti.
Nel 2015 rimane nello stesso team, questa volta alla guida di una Kalex. Ottiene un terzo posto in Italia. In questa stagione è costretto a saltare i Gran Premi di Giappone, Australia e Malesia a causa della frattura di tre vertebre, una mano e una costola rimediate nel precedente GP d'Aragona. Chiude al diciassettesimo posto in classifica con 62 punti. Nel 2016 Aegerter corre per il quarto anno consecutivo con il team CarXpert Interwetten, alla guida di una Kalex Moto2 per secondo anno di fila. Il compagni di squadra per questa stagione sono due connazionali: Robin Mulhauser e Thomas Lüthi. In questa stagione è costretto a saltare i Gran Premi di Gran Bretagna e San Marino a causa di uno strappo ai legamenti della spalla e la frattura di una costola, rimediati allenandosi con una moto da cross, il suo posto in squadra viene preso dallo spagnolo Iker Lecuona. Rientra in gara per il Gran Premio d'Aragona dove giunge ventiduesimo, prima di venire licenziato dalla squadra per aver firmato per la stagione successiva con un'altra squadra. Il suo posto in squadra, per le ultime gare del campionato, viene preso dallo spagnolo Iker Leucona, già sostituto dello svizzero in questa stagione. Ha totalizzato 71 punti, con un quarto posto nel Gran Premio delle Americhe come miglior risultato.
Nel 2017 rimane nella classe Moto2 ma cambia team, si trasferisce infatti al Kiefer Racing alla guida di una Suter. Il compagno di squadra è il britannico Danny Kent. Torna a vincere nel Gran Premio di San Marino, riportando al costruttore Suter la vittoria che mancava dalla stagione 2014. Il 15 ottobre viene comunicata la squalifica di Aegerter dal GP di San Marino a causa di un olio non conforme utilizzato sulla sua motocicletta, al pilota svizzero viene tolta, pertanto, la vittoria della gara. Ottiene come miglior risultato un quinto posto nel Gran Premio delle Americhe e termina la stagione al 12º posto con 88 punti. Nel 2018 rimane nello stesso team, questa volta alla guida di una KTM. Ottiene come miglior risultato un sesto posto in Australia e termina la stagione al 17º posto con 47 punti. In questa stagione è costretto a saltare i Gran Premi di Spagna a Jerez e Francia a Le Mans a causa di un infortunio rimediato in allenamento. Il suo posto in squadra, in questo frangente, viene preso dal tedesco Lukas Tulovic.
Nel 2019 passa al team Forward Racing, alla guida di una MV Agusta F2; il compagno di squadra è Stefano Manzi. Ottiene come miglior risultato un nono posto in Olanda e termina la stagione al 22º posto con 19 punti. Nel 2020 corre in MotoE con il team Dynavolt Intact GP. Ottiene una vittoria in Andalusia, un terzo posto in Spagna e una pole position in Andalusia, concludendo la stagione al terzo posto in classifica. Nello stesso anno corre in Moto2 sulla NTS in sostituzione di Jesko Raffin nei Gran Premi di Repubblica Ceca, Austria, Stiria e Portogallo conquistando quattro punti. Sempre nel 2020 prende parte all'evento finale di Valencia nel CEV Moto2 conquistando il podio in entrambe le prove.

### 2021-2022 Supersport e MotoE
Nel 2021 corre sia nel motomondiale, sempre in MotoE con il team della stagione precedente, che nel campionato mondiale Supersport con la Yamaha YZF R6 del team Ten Kate Racing. In MotoE chiude al secondo posto con 93 punti, a causa di un incidente all’ultima gara a Misano con Jordi Torres gli viene inflitta una penalità di 38 secondi per guida pericolosa, che lo porta dal 1º posto al 12º posto consegnando a Torres il mondiale. In Supersport vince dieci gare, conquistando un totale di sedici piazzamenti a podio con cui si laurea campione del mondo all'esordio in categoria.
Nel 2022 gareggia nuovamente in Supersport, con lo stesso team della stagione precedente, vince diciassette delle ventiquattro gare in calendario (di cui nove consecutive nelle prime dieci) e riconquista il titolo con un Gran Premio d'anticipo sulla fine del campionato, nonostante la penalizzazione inflitta per il secondo round a Most per aver simulato una problematica di tipo medico, dopo una caduta per forzare l'emissione della bandiera rossa. Prende parte anche alla coppa del mondo di MotoE, anche qui con lo stesso team del 2021, dove conquista il titolo nell'ultimo Gran Premio a Misano grazie al secondo posto in gara1.

### Mondiale Superbike
Nel 2023 si trasferisce nel mondiale Superbike alla guida di una YZF-R1 del team GYTR GRT Yamaha, il compagno di squadra è Remy Gardner. In occasione dell'ultimo Gran Premio stagionale a Jerez ottiene i primi piazzamenti a podio. Con 165 punti ottenuti si classifica all'ottavo posto nel mondiale e terzo nel Trofeo Indipendenti. Nel 2024 prosegue con la stessa squadra dell'annata precedente. Un infortunio gli impedisce di prendere parte a tre Gran Premi, riesce comunque a rientrare per la fine del campionato classificandosi sedicesimo. Contestualmente al mondiale prende parte, in qualità di pilota wild card, alla seconda prova di Misano del campionato italiano Superbike conquistando il podio in gara due.

## Risultati in gara

### Motomondiale

#### Classe 125
| 2006 | Classe | Moto    |  |  |  |  |  |  |  |  |  |  |    |  |  |  |  |    |    |  | Punti | Pos. |
| ---- | ------ | ------- |  |  |  |  |  |  |  |  |  |  | -- |  |  |  |  | -- | -- |  | ----- | ---- |
| 2006 | 125    | Aprilia |  |  |  |  |  |  |  |  |  |  | NE |  |  |  |  | 26 | 29 |  | 0     |      |

| 2007 | Classe | Moto    |    |    |    |    |    |    |    |     |    |    |    |    |    |     |    |    |     |    | Punti | Pos. |
| ---- | ------ | ------- | -- | -- | -- | -- | -- | -- | -- | --- | -- | -- | -- | -- | -- | --- | -- | -- | --- | -- | ----- | ---- |
| 2007 | 125    | Aprilia | 20 | 19 | 24 | 21 | 20 | 15 | 15 | Rit | 28 | 21 | NE | 29 | 23 | Rit | 11 | 19 | Rit | 18 | 7     | 23º  |

| 2008 | Classe | Moto  |    |   |    |    |    |    |    |    |    |    |    |    |   |    |    |     |   |     | Punti | Pos. |
| ---- | ------ | ----- | -- | - | -- | -- | -- | -- | -- | -- | -- | -- | -- | -- | - | -- | -- | --- | - | --- | ----- | ---- |
| 2008 | 125    | Derbi | 17 | 8 | 12 | 17 | 23 | 24 | 12 | 19 | 16 | 10 | NE | 14 | 8 | 11 | 19 | Rit | 8 | Rit | 45    | 16º  |

| 2009 | Classe | Moto  |    |   |   |   |    |    |    |    |   |   |    |    |    |   |    |    |    |  | Punti | Pos. |
| ---- | ------ | ----- | -- | - | - | - | -- | -- | -- | -- | - | - | -- | -- | -- | - | -- | -- | -- |  | ----- | ---- |
| 2009 | 125    | Derbi | 11 | 9 | 9 | 6 | 19 | 20 | 13 | NE | 9 | 8 | 18 | 10 | 15 | 8 | 12 | 14 | 11 |  | 70,5  | 13º  |

| Legenda | 1º posto        | 2º posto            | 3º posto            | A punti      | Senza punti        | Grassetto – Pole position Corsivo – Giro più veloce |
| Legenda | Gara non valida | Non qual./Non part. | Ritirato/Non class. | Squalificato | '-' Dato non disp. | Grassetto – Pole position Corsivo – Giro più veloce |

#### Moto2
| 2010 | Classe | Moto  |    |    |    |    |   |    |     |   |    |    |    |   |   |    |   |    |   |   |  | Punti | Pos. |
| ---- | ------ | ----- | -- | -- | -- | -- | - | -- | --- | - | -- | -- | -- | - | - | -- | - | -- | - | - |  | ----- | ---- |
| 2010 | Moto2  | Suter | 11 | 13 | 30 | 16 | 9 | 18 | Rit | 8 | NE | 16 | 11 | 8 | 7 | 12 | 8 | 13 | 9 | 9 |  | 74    | 15º  |

| 2011 | Classe | Moto  |    |    |   |   |     |    |    |    |    |    |   |    |    |   |   |    |   |   |  | Punti | Pos. |
| ---- | ------ | ----- | -- | -- | - | - | --- | -- | -- | -- | -- | -- | - | -- | -- | - | - | -- | - | - |  | ----- | ---- |
| 2011 | Moto2  | Suter | 13 | 28 | 4 | 8 | Rit | 20 | 18 | 11 | 12 | NE | 8 | 12 | 13 | 9 | 8 | 12 | 5 | 3 |  | 94    | 8º   |

| 2012 | Classe | Moto  |    |   |    |    |   |   |   |    |   |    |   |    |   |    |    |   |   |   |  | Punti | Pos. |
| ---- | ------ | ----- | -- | - | -- | -- | - | - | - | -- | - | -- | - | -- | - | -- | -- | - | - | - |  | ----- | ---- |
| 2012 | Moto2  | Suter | 18 | 8 | 12 | 14 | 7 | 9 | 7 | 10 | 8 | NE | 7 | 14 | 6 | 14 | 10 | 8 | 4 | 5 |  | 114   | 8º   |

| 2013 | Classe | Moto  |   |   |   |   |    |   |   |   |    |   |    |   |   |    |   |   |   |    |  | Punti | Pos. |
| ---- | ------ | ----- | - | - | - | - | -- | - | - | - | -- | - | -- | - | - | -- | - | - | - | -- |  | ----- | ---- |
| 2013 | Moto2  | Suter | 4 | 4 | 8 | 4 | 10 | 8 | 3 | 9 | NE | 5 | 13 | 5 | 5 | 13 | 5 | 6 | 8 | 10 |  | 158   | 5º   |

| 2014 | Classe | Moto  |     |   |   |   |   |   |    |    |   |   |   |    |   |   |    |   |   |   |  | Punti | Pos. |
| ---- | ------ | ----- | --- | - | - | - | - | - | -- | -- | - | - | - | -- | - | - | -- | - | - | - |  | ----- | ---- |
| 2014 | Moto2  | Suter | Rit | 3 | 4 | 2 | 7 | 5 | 14 | 21 | 1 | 3 | 5 | 21 | 6 | 6 | 18 | 8 | 5 | 6 |  | 172   | 5º   |

| 2015 | Classe | Moto  |    |    |    |    |    |   |   |    |    |   |    |    |    |    |     |     |     |  |  | Punti | Pos. |
| ---- | ------ | ----- | -- | -- | -- | -- | -- | - | - | -- | -- | - | -- | -- | -- | -- | --- | --- | --- |  |  | ----- | ---- |
| 2015 | Moto2  | Kalex | 15 | 18 | 13 | 16 | 10 | 3 | 9 | 12 | 10 | 4 | 13 | 13 | 24 | NP | Inf | Inf | Inf |  |  | 62    | 17º  |

| 2016 | Classe | Moto  |   |   |   |   |    |    |     |   |    |    |    |     |     |    |  |  |  |  |  | Punti | Pos. |
| ---- | ------ | ----- | - | - | - | - | -- | -- | --- | - | -- | -- | -- | --- | --- | -- |  |  |  |  |  | ----- | ---- |
| 2016 | Moto2  | Kalex | 5 | 5 | 4 | 8 | 13 | 10 | Rit | 9 | 10 | 10 | 17 | Inf | Inf | 22 |  |  |  |  |  | 71    | 12º  |

| 2017 | Classe | Moto  |    |    |   |   |   |   |    |    |     |     |   |    |    |    |   |   |    |    |  | Punti | Pos. |
| ---- | ------ | ----- | -- | -- | - | - | - | - | -- | -- | --- | --- | - | -- | -- | -- | - | - | -- | -- |  | ----- | ---- |
| 2017 | Moto2  | Suter | 11 | 14 | 5 | 7 | 6 | 7 | 16 | 12 | Rit | Rit | 9 | 10 | SQ | 12 | 9 | 8 | NP | 10 |  | 88    | 12º  |

| 2018 | Classe | Moto |    |   |   |     |     |    |    |    |    |    |    |    |    |    |    |    |   |    |    | Punti | Pos. |
| ---- | ------ | ---- | -- | - | - | --- | --- | -- | -- | -- | -- | -- | -- | -- | -- | -- | -- | -- | - | -- | -- | ----- | ---- |
| 2018 | Moto2  | KTM  | 15 | 8 | 9 | Inf | Inf | 12 | 20 | 14 | 14 | 17 | 17 | AN | 13 | 21 | 16 | 13 | 6 | 14 | 11 | 47    | 17º  |

| 2019 | Classe | Moto      |    |    |    |    |     |    |    |   |    |    |    |    |    |    |    |    |    |    |    | Punti | Pos. |
| ---- | ------ | --------- | -- | -- | -- | -- | --- | -- | -- | - | -- | -- | -- | -- | -- | -- | -- | -- | -- | -- | -- | ----- | ---- |
| 2019 | Moto2  | MV Agusta | 18 | 20 | 14 | 13 | Rit | 17 | 16 | 9 | 20 | 21 | 17 | 18 | 18 | 19 | 16 | 14 | 27 | 15 | 12 | 19    | 22º  |

| 2020 | Classe | Moto |  |  |  |    |    |     |  |  |  |  |  |  |  |  |    |  |  |  |  | Punti | Pos. |
| ---- | ------ | ---- |  |  |  | -- | -- | --- |  |  |  |  |  |  |  |  | -- |  |  |  |  | ----- | ---- |
| 2020 | Moto2  | NTS  |  |  |  | 21 | 12 | Rit |  |  |  |  |  |  |  |  | 20 |  |  |  |  | 4     | 28º  |

| Legenda | 1º posto        | 2º posto            | 3º posto            | A punti      | Senza punti        | Grassetto – Pole position Corsivo – Giro più veloce |
| Legenda | Gara non valida | Non qual./Non part. | Ritirato/Non class. | Squalificato | '-' Dato non disp. | Grassetto – Pole position Corsivo – Giro più veloce |

#### MotoE
| 2020 | Classe | Moto     |   |   |   |   |    |    |   |  |  |  |  |  |  |  | Punti | Pos. |
| ---- | ------ | -------- | - | - | - | - | -- | -- | - |  |  |  |  |  |  |  | ----- | ---- |
| 2020 | MotoE  | Energica | 3 | 1 | 3 | 1 | 16 | 14 | 4 |  |  |  |  |  |  |  | 97    | 3º   |

| 2021 | Classe | Moto     |   |   |   |    |   |   |    |  |  |  |  |  |  | Punti | Pos. |
| ---- | ------ | -------- | - | - | - | -- | - | - | -- |  |  |  |  |  |  | ----- | ---- |
| 2021 | MotoE  | Energica | 2 | 4 | 2 | 18 | 3 | 2 | 12 |  |  |  |  |  |  | 93    | 2º   |

| 2022 | Classe | Moto     |   |   |   |   |   |   |   |   |   |   |   |   |  |  |  |  |  |  | Punti | Pos. |
| ---- | ------ | -------- | - | - | - | - | - | - | - | - | - | - | - | - |  |  |  |  |  |  | ----- | ---- |
| 2022 | MotoE  | Energica | 2 | 4 | 2 | 1 | 1 | 2 | 1 | 2 | 2 | 3 | 2 | 4 |  |  |  |  |  |  | 227   | 1º   |

| Legenda | 1º posto        | 2º posto            | 3º posto            | A punti      | Senza punti        | Grassetto – Pole position Corsivo – Giro più veloce |
| Legenda | Gara non valida | Non qual./Non part. | Ritirato/Non class. | Squalificato | '-' Dato non disp. | Grassetto – Pole position Corsivo – Giro più veloce |

### Campionato mondiale Supersport
| 2021 | Moto   |   |   |   |   |   |   |   |   |   |   |   |   |   |   |        |        |    |   |   |   |   |   |   |   | Punti | Pos. |
| ---- | ------ | - | - | - | - | - | - | - | - | - | - | - | - | - | - | ------ | ------ | -- | - | - | - | - | - | - | - | ----- | ---- |
| 2021 | Yamaha | 2 | 5 | 4 | 1 | 1 | 1 | 1 | 1 | 4 | 1 | 1 | 1 | 1 | 2 | [ 21 ] | [ 21 ] | AN | 1 | 3 | 5 | 5 | 3 | 2 | 3 | 417   | 1º   |

| 2022 | Moto   |   |   |   |   |   |   |   |   |   |   |     |    |   |   |   |   |   |   |   |   |   |   |   |   | Punti | Pos. |
| ---- | ------ | - | - | - | - | - | - | - | - | - | - | --- | -- | - | - | - | - | - | - | - | - | - | - | - | - | ----- | ---- |
| 2022 | Yamaha | 2 | 1 | 1 | 1 | 1 | 1 | 1 | 1 | 1 | 1 | Rit | Es | 3 | 1 | 1 | 1 | 4 | 1 | 1 | 1 | 4 | 1 | 5 | 1 | 498   | 1º   |

| Legenda | 1º posto        | 2º posto            | 3º posto           | A punti      | Senza punti        | Grassetto – Pole position Corsivo – Giro più veloce |
| Legenda | Gara non valida | Non qual./Non part. | Ritirato/Non class | Squalificato | '-' Dato non disp. | Grassetto – Pole position Corsivo – Giro più veloce |

### Campionato mondiale Superbike
| 2023 | Moto   |    |     |   |   |    |    |   |   |   |   |   |   |   |    |    |    |    |    |     |    |    |   |    |    |    |   |     |    |    |    |    |    |   |    |   |   |  |  |  |  |  |  | Punti | Pos. |
| ---- | ------ | -- | --- | - | - | -- | -- | - | - | - | - | - | - | - | -- | -- | -- | -- | -- | --- | -- | -- | - | -- | -- | -- | - | --- | -- | -- | -- | -- | -- | - | -- | - | - |  |  |  |  |  |  | ----- | ---- |
| 2023 | Yamaha | 13 | Rit | 7 | 8 | 11 | 12 | 6 | 7 | 4 | 5 | 6 | 8 | 6 | 21 | 11 | 12 | 11 | 11 | Rit | 14 | 12 | 8 | 11 | 11 | 11 | 6 | Rit | 15 | 14 | 12 | 14 | 14 | 8 | 18 | 2 | 3 |  |  |  |  |  |  | 165   | 8º   |

| 2024 | Moto   |   |   |    |   |    |   |    |    |   |     |    |     |   |    |   |    |    |    |   |   |    |     |     |     |     |     |     |     |     |     |    |    |    |   |    |     |  |  |  |  |  |  | Punti | Pos. |
| ---- | ------ | - | - | -- | - | -- | - | -- | -- | - | --- | -- | --- | - | -- | - | -- | -- | -- | - | - | -- | --- | --- | --- | --- | --- | --- | --- | --- | --- | -- | -- | -- | - | -- | --- |  |  |  |  |  |  | ----- | ---- |
| 2024 | Yamaha | 6 | 7 | 10 | 8 | 10 | 9 | 13 | 14 | 7 | Rit | 10 | Rit | 8 | 11 | 9 | 13 | 18 | 16 | 9 | 8 | 10 | Inf | Inf | Inf | Inf | Inf | Inf | Inf | Inf | Inf | 14 | 16 | 13 | 9 | 10 | Rit |  |  |  |  |  |  | 91    | 16º  |

| 2025 | Moto   |    |    |    |   |    |   |   |    |    |    |    |    |    |    |    |     |     |     |   |    |   |    |    |   |  |  |  |  |  |  |  |  |  |  |  |  |  |  |  |  |  |  | Punti | Pos. |
| ---- | ------ | -- | -- | -- | - | -- | - | - | -- | -- | -- | -- | -- | -- | -- | -- | --- | --- | --- | - | -- | - | -- | -- | - |  |  |  |  |  |  |  |  |  |  |  |  |  |  |  |  |  |  | ----- | ---- |
| 2025 | Yamaha | 12 | 12 | 12 | 8 | 14 | 9 | 7 | 17 | 10 | 13 | 13 | 19 | 13 | 19 | 11 | Rit | Inf | Inf | 7 | 10 | 8 | 12 | 12 | 9 |  |  |  |  |  |  |  |  |  |  |  |  |  |  |  |  |  |  | 77    |      |

| Legenda | 1º posto        | 2º posto            | 3º posto           | A punti      | Senza punti        | Grassetto – Pole position Corsivo – Giro più veloce |
| Legenda | Gara non valida | Non qual./Non part. | Ritirato/Non class | Squalificato | '-' Dato non disp. | Grassetto – Pole position Corsivo – Giro più veloce |